# Liste öffentlicher Kneipp-Anlagen im Landkreis Calw
In der Liste öffentlicher Kneipp-Anlagen im Landkreis Calw sind öffentliche Kneipp-Anlagen für Orte, die zum Landkreis Calw in Baden-Württemberg gehören, aufgeführt. Sie ist primär nach Orten sortiert, unabhängig davon, ob es sich um Ortsteile, Gemeinden oder Städte handelt. Kneipp-Anlagen können laut Kneipp-Bund in Form von Wassertretanlagen oder Armbecken vorliegen und unterliegen grundsätzlich nicht der Trinkwasserverordnung. Kneipp-Anlagen werden häufig künstlich angelegt. Daneben gibt es in den natürlichen Verlauf von Fließgewässern eingebettete Wassertretstellen. Kneippen ist eine Behandlungsmethode der Hydrotherapie, die auf der Grundlage von Sebastian Kneipp angewendet wird. Hierbei wird in kaltem Wasser auf der Stelle geschritten. In Armbecken werden die Arme bis zur Mitte der Oberarme ins kalte Wasser getaucht. Die Liste erhebt keinen Anspruch auf Vollständigkeit.

## Kneipp-Anlagen im Landkreis Calw
Derzeit sind im Landkreis Calw 16 öffentliche Kneipp-Anlagen erfasst (Stand: 8. Juni 2021):
| Bild             | Ort                    | Beschreibung                                                      | ↴ Zufluss / ↳ Abfluss | Standort          |
| ---------------- | ---------------------- | ----------------------------------------------------------------- | --------------------- | ----------------- |
|                  | Bad Herrenalb          | Kneipp-Anlage im Klosterbereich Bad Herrenalb                     |                       | ⊙Klosterviertel   |
|                  | Bad Herrenalb          | Kneipp-Anlage bei Bad Herrenalb                                   |                       | ⊙ Dobeltalweg     |
|                  | Bad Herrenalb          | Wassertretbecken in Bernbach (Bad Herrenalb)                      |                       | ⊙ Brunnenwiesen   |
| (weitere Bilder) | Bad Teinach-Zavelstein | Kneipp-Anlage im Kurpark Bad Teinach-Zavelstein                   |                       | ⊙ Kurpark         |
| (weitere Bilder) | Bad Wildbad            | Kneipp-Anlage im Kurpark in Bad Wildbad                           | ↴↳ Enz                | ⊙ Kurpark         |
|                  | Bieselsberg            | Kneipp-Anlage am Barfußpfad Zweibrunnen bei Schömberg-Bieselsberg | ↴ Zweibrunnen         | ⊙ Zweibrunnen     |
|                  | Enzklösterle           | Kneipp-Anlage im Kurpark Enzklösterle                             |                       | ⊙ Friedenstraße   |
|                  | Gündringen             | Kneipp-Anlage bei Nagold-Gündringen                               | ↴↳ Steinach           | ⊙ Alemannenstraße |
|                  | Holzbronn              | Kneipp-Anlage Holzbronn                                           |                       | ⊙                 |
| (weitere Bilder) | Kapfenhardt            | Zu den Mühlen in Unterreichenbach-Kapfenhardt                     |                       | ⊙ Zu den Mühlen   |
|                  | Langenbrand            | Kneipp-Anlage bei Schömberg-Langenbrand                           |                       | ⊙ Bernhardswiesen |
|                  | Liebenzell             | Kneipp-Anlage bei Bad Liebenzell-Liebenzell                       | ↴↳ Monbach            | ⊙ Monbachtal      |
|                  | Schömberg              | Kneipp-Anlage im Kurpark Schömberg                                |                       | ⊙ Kurpark         |
|                  | Schömberg              | Kneipp-Anlage beim Luxbrunnen                                     |                       | ⊙ Luxbrunnenweg   |
|                  | Simmersfeld            | Kneipp-Anlage Simmersfeld                                         |                       | ⊙ Köllbachweg     |
|                  | Spielberg              | Kneipp-Anlage bei Altensteig-Spielberg                            | ↴ Helenenquelle       | ⊙ Ziegelweg       |